# Ponědražský potok
Ponědražský potok je drobný vodní tok v Jihočeském kraji. Pramení u Drahotěšic a jihovýchodně od Ponědrážky se vlévá do Lužnice. Potok je dlouhý 14,8 kilometru, plocha jeho povodí měří 64,5 km² a průměrný průtok u ústí je 0,35 m³/s.

## Průběh toku
Potok pramení v Táborské pahorkatině v nadmořské výšce 513 metrů. Pramen se nachází asi půl kilometru jižně od Drahotěšic. Tok směřuje převážně na východ a ještě před rybníkem Stojčín opouští Táborskou pahorkatinu a vtéká do Třeboňské pánve. Severovýchodně od Mazelova vstupuje na území chráněné krajinné oblasti Třeboňsko, kde napájí Záblatský a Ponědražský rybník. Pod hrází Záblatského rybníka kříží Zlatou stoku. Severně od Frahelže protéká rybníkem Novým u Frahelže a vzápětí se v nadmořské výšce 414 metrů vlévá zleva do Lužnice.